# Kinesiskt vaktelbär
Kinesiskt vaktelbär (Gaultheria cuneata) är en buske i släktet vaktelbär och familjen ljungväxter. Den förekommer i västra Kina. Den blir ungefär 25 centimeter hög och  blommar med vita blommor på våren. Den får vita bär på hösten, ungefär 1 centimeter stora.